# 方廷伦
方廷倫（英語：Fountain Run），是美国肯塔基州的一座城市。面积约为3.4平方公里（1.3平方英里）。根据2010年美国人口普查，该市的人口为217人。